# Reyehueico
Reyehueico es un caserío rural de origen Mapuche ubicado en la zona cordillerana de la comuna de Panguipulli.
Aquí se encuentra la Escuela Rural Rehueico. Esta escuela rural ha tenido una especial atención para la enseñanza dada su vinculación con el pueblo mapuche-huilliche por lo que ha sido parte del programa de Educadores Tradicionales, apoyando la enseñanza de la lengua mapuche y la interculturalidad, permitiendo generar un enlace entre la comunidad indígena y el establecimiento educacional.

## Hidrología
La localidad de Reyehueico se encuentra en la confluencia del estero Reyehueico que al unir sus aguas al Río Liquiñe forman el Río Cua Cua que vacían sus aguas en el Lago Neltume.

## Accesibilidad y transporte
Reyehueico se encuentra a 59,2 km de la ciudad de Panguipulli a través de la Ruta 203.